# Marie af Slesvig-Holsten-Sønderborg-Glücksborg (1859-1941)
Prinsesse Marie til Slesvig-Holsten-Sønderborg-Glücksborg (født 31. august 1859, død 26. juni 1941) var en tysk prinsesse af Slesvig-Holsten-Sønderborg-Glücksborg, der var datter af hertug Frederik af Slesvig-Holsten-Sønderborg-Glücksborg og prinsesse Adelheid af Schaumburg-Lippe. Prinsesse Marie var niece til Kong Christian 9. af Danmark. Hun var abbedisse i Itzehoe Kloster fra 1895 til 1941.

## Abbedisse i Itzehoe Kloster
Prinsesse Marie blev i 1895 udnævnt til abbedisse i det adelige Itzehoe Kloster i Itzehoe i Holsten. Itzehoe Kloster var et protestantisk jomfrukloster, hvor beboerne er konventualinder, dvs. ugifte damer eller enker af adelsstand.

## Eksterne links
- Wikimedia Commons har flere filer relateret til Marie af Slesvig-Holsten-Sønderborg-Glücksborg (1859-1941)
- Hans den Yngres efterkommere